# Postebank
Postebank était une banque gabonaise, filiale de la Poste ayant été créée en 2012. Peu rentable et sujette à de nombreuses malversations, elle a été mise en liquidation en 2017.

## Histoire
Disposant de plusieurs activités de nature bancaire (comptes courants postaux, livrets d'épargne...), la Poste Gabonaise engage une réflexion pour ouvrir une entité bancaire dans les années 2000. En 2011 elle obtient l'agrément bancaire de la COBAC. En 2012, cette nouvelle banque est créée sous le nom de Postebank. Les activités sont lancées l'année suivante. 
Pouvant s'appuyer sur les bureaux de poste préexistants, elle dispose alors d'un réseau d'agences important et couvre les 9 provinces du pays. Elle profite aussi de la bancarisation de la paie des fonctionnaires en 2014, forçant ces derniers à ouvrir des comptes
Fragilisée par des détournements de fonds, la banque accumule des pertes et doit être soutenue par l'Etat gabonais. En 2015, le superviseur  bancaire la COBAC place la banque sous administration provisoire. Le Directeur général, Alferd Mabika est remplacé par Michaël Adandé. Face à la situation calamiteuse de la banque, plusieurs personnages se renvoient la faute, Alfred Mabika expliquant que les difficultés seraient dues à un système de détournement dont le principal bénéficiaire serait le premier ministre Emmanuel Issoze Ngondet. 
En janvier 2017, le conseil d'administration soumet un plan de redressement à la COBAC, celui-ci prévoit la limitation des activités de la banque à deux produits : Compte chèque postal (CCP) et compte d'épargne postal (CEP). Il prévoit aussi une migration vers un système informatique plus sécurisé, le système existant étant cité comme ayant permis les détournements. 
En décembre 2017, la banque est finalement liquidée. La création d'un établissement de microfinance, Postefinance est décidée. Un nouveau scandale éclate en 2018 quand Dieudonné Nkassa Emane, le liquidateur de l'entité est lui aussi accusé d'avoir détourné des fonds, notamment sur les comptes de deux grandes entreprises Ceca-Gadis et PetroGabon.